# Mednogorsk
Mednogorsk (ruski: Медногорск) je grad u Orenburškoj oblasti u Rusiji. Nalazi se južno od Urala na cesti i pruzi između najvažnijih gradova ove oblasti, Orenburga i Orska. Prema popisu iz 2008. godine, imao je 29.823 stanovnika.
Mednogorsk je još jedan tipični sovjetski industrijski grad, osnovan 1933. godine u blizini nalazišta bakra, odakle potječe i ime grada (ruski: "медь" - bakar, "гора" - brdo).

## Vanjske poveznice
- Neslužbena stranica (rus.)